# 瓦爾瓦里夫卡 (埃米利奇涅區)
50°43′54″N 27°45′31″E / 50.73167°N 27.75861°E
瓦爾瓦里夫卡（烏克蘭語：Варварівка），是烏克蘭北部的村莊，隸屬日托米爾州的茲維亞赫爾區。該村面積1.05平方公里，海拔高度217米，2001年該村落人口583。